# The Human Contradiction
The Human Contradiction (с англ. — «Человеческое противоречие») — четвёртый студийный альбом нидерландской симфоник-метал группы Delain, выпущенный в 2014 году. В записи альбома приняли участие Алисса Уайт-Глаз, Марко Хиетала и Джордж Остхук.

## Предыстория
По словам вокалистки Шарлотты Весселс, название альбома было вдохновлено Октавией Э. Батлер и её научно-фантастической трилогией «Выводок Лилит». «Человеческое противоречие» относится к людям в целом, обладающим высоким интеллектом и в то же время соблюдающим принятую в обществе иерархию. «Выводок Лилит» напрямую не повлиял на текст композиций альбома, он продолжает затрагивать и развивать тему различия в людях , которая была отражена в предыдущем альбоме Delain «We Are the Others». Альбом занял 25-ю строчку в официальных чартах альбомов в их родной стране Нидерландах, а также занял 44-е место в официальных чартах альбомов Соединенного Королевства.

## Мнения об альбоме
Совместный обзор 10 авторов Sonic Seducer показал, что The Human Contradiction был хорошо спродюсированным готик-металлическим альбомом, ориентированным на Within Temptation, но без каких-либо новых импульсов. Рецензент журнала «Децибел» также написал, что альбом не содержал ничего нового, но был хорошо проработан. Согласно Metal Hammer Germany, The Human Contradiction на самом деле отличался от других релизов Delain тем, что содержал крошечный мюзикл, позволяющий Шарлотте Весселс представить весь диапазон своего голоса. Рецензент, однако, отметил, что альбом был «слишком тяжелым для утонченной поп-музыки, и слишком мелким, чтобы иметь какую-либо потрясающую глубину». Мэтт Фаррингтон из All About The Rock сказал: «Было бы приятно увидеть, как они ещё больше раздвигают границы, чтобы посмотреть, что ещё можно сделать. Тем не менее, для них было бы непростой задачей записать альбом лучше, чем April Rain в 2009 году».

## Список композиций
Все тексты написаны Шарлоттой Весселс; вся музыка написана Гусом Эйкенсом, Шарлоттой Весселс и Мартином Вестерхольтом (за исключением отмеченных случаев).
| №                   | Название                                                   | Длительность |
| ------------------- | ---------------------------------------------------------- | ------------ |
| 1.                  | «Here Come the Vultures»                                   | 6:05         |
| 2.                  | «Your Body Is a Battleground» (featuring Marko Hietala)    | 3:50         |
| 3.                  | «Stardust»                                                 | 3:57         |
| 4.                  | «My Masquerade»                                            | 3:43         |
| 5.                  | «Tell Me, Mechanist» (featuring George Oosthoek)           | 4:52         |
| 6.                  | «Sing to Me» (featuring Marko Hietala)                     | 5:09         |
| 7.                  | «Army of Dolls»                                            | 4:57         |
| 8.                  | «Lullaby»                                                  | 4:56         |
| 9.                  | «The Tragedy of the Commons» (featuring Alissa White-Gluz) | 4:31         |
| Общая длительность: | Общая длительность:                                        | 41:56        |

| №                   | Название                                                                       | Автор(ы)                                            | Длительность |
| ------------------- | ------------------------------------------------------------------------------ | --------------------------------------------------- | ------------ |
| 10.                 | «Scarlet»                                                                      |                                                     | 4:36         |
| 11.                 | «Don't Let Go»                                                                 |                                                     | 3:56         |
| 12.                 | «My Masquerade» (Live from the My Masquerade concert, Haarlem 8 November 2013) |                                                     | 5:02         |
| 13.                 | «April Rain» (Live from the My Masquerade concert, Haarlem 8 November 2013)    | Martijn Westerholt, Charlotte Wessels               | 4:45         |
| 14.                 | «Go Away» (Live from the My Masquerade concert, Haarlem 8 November 2013)       | Martijn Westerholt, Guus Eikens, Charlotte Wessels  | 3:42         |
| 15.                 | «Sever» (Live from the My Masquerade concert, Haarlem 8 November 2013)         | Martijn Westerholt                                  | 4:54         |
| 16.                 | «Stay Forever» (Live from the My Masquerade concert, Haarlem 8 November 2013)  | Martijn Westerholt, Ronald Landa, Charlotte Wessels | 4:31         |
| 17.                 | «Sing to Me» (Orchestra version)                                               |                                                     | 3:41         |
| 18.                 | «Your Body Is a Battleground» (Orchestra version)                              |                                                     | 3:20         |
| Общая длительность: | Общая длительность:                                                            | Общая длительность:                                 | 38:32        |

## Состав
- Шарлотта Весселс — вокал
- Мартин Вестерхольт — клавишные
- Тимо Сомерс — гитары
- Отто Шиммельпеннинк ван дер Ойе — бас-гитара
- Сандер Зур — барабаны

Сессионные музыканты
- Марко Хиетала — чистый мужской вокал (2, 6)
- Джордж Остхук — рычание смерти (5)
- Алисса Уайт-Глаз — дэт-гроул и чистый женский бэк-вокал (9)
- Георг Нойхаузер — бэк-вокал (9)
- Гус Эйкенс — дополнительные гитары
- Оливер Филиппс — дополнительные гитары, аранжировки, инженер (вокал)
- Майк Кулен — дополнительные барабаны
- Рубен Израэль — дополнительные барабаны
- Микко П. Мустонен — оркестровка

Производство
- Мартин Вестерхольт — продюсирование, аранжировки
- Арно Крабман — барабанщик
- Ад Слейтер — гитарная инженерия
- Кристиан Моос — гитарная инженерия, сведение
- Андре Зоер — инженер звукозаписи вживую
- Фредрик Нордстрем — сведение
- Хенрик Удд — сведение
- Тед Дженсен — мастеринг в Sterling Sound, Нью-Йорк
- Das Buro — художественное оформление, дизайн
- Сандра Людвиг — фотография

## Чарты
| Чарт (2014)                            | Пиковая позиция |
| -------------------------------------- | --------------- |
| Бельгия/Фландрия (Ultratop)            | 65              |
| Бельгия/Валлония (Ultratop)            | 90              |
| Нидерланды (Album Top 100)             | 25              |
| Франция (SNEP)                         | 106             |
| Германия (Offizielle Top 100)          | 40              |
| Швейцария (Schweizer Hitparade)        | 24              |
| Japanese Albums (Oricon)               | 185             |
| Великобритания (UK Albums Chart)       | 44              |
| UK Rock Chart (OCC)                    | 2               |
| США (Billboard Top Heatseekers Albums) | 8               |